# 大東亜戦争と国際裁判
『大東亜戦争と国際裁判』（だいとうあせんそうとこくさいさいばん）は、1959年に公開された新東宝製作の日本のドラマ映画。監督は小森白。極東国際軍事裁判を題材とした作品で、『重臣と青年将校 陸海軍流血史』につづく新東宝の「戦争もの」の第四作である。

## ストーリー
物語は1941年12月7日にワシントンD.Cの日本大使館に日米交渉打ち切りの通告要請が届くところより始まる。交渉の任にあった野村吉三郎と来栖三郎の両大使は通告文書を持ってアメリカ合衆国国務省に向かったが、その頃にはすでに真珠湾攻撃が開始されていた。日本の優勢は長くは続かず、1945年8月、2発の原爆投下の後に降伏した。敗戦後、日本の占領を開始した連合国は、戦争中の日本の指導者を戦犯として起訴する準備を始める。元首相のうち東條英機は逮捕され、出頭要請を受けた近衛文麿は自殺した。1946年5月に始まった国際軍事裁判で、被告の弁護人は裁判の管轄権への異議や日本の自衛戦争であったという主張を示したものの、1948年11月の判決では全員に有罪の判決が下され、東條英機ら7人は絞首刑となった。

## キャスト
- 東條英機  :  嵐寛寿郎
- 近衛文麿 : 高田稔
- 米内光政 : 坂東好太郎
- 戸栗郁子（東京ローズ）:  高倉みゆき
- 來栖三郎 :  細川俊夫
- 近衛千代子 : 若杉嘉津子
- 及川古志郎 : 若宮隆二
- 東郷茂徳 : 林寛
- 東条君枝（長女）:   小畠絹子
- 広田令嬢妹 : 北沢典子
- 山本五十六  :  龍崎一郎
- 嶋田繁太郎 : 九重京司
- 杉山元 :  松下猛夫
- 野村吉三郎 :  近衛敏明
- 岡田貞外茂 : 高松政雄
- 山下奉文  : 小林重四郎
- 伊藤整一 : 舟橋元
- 阿南惟幾 : 岡譲司
- 重光葵 : 堀内貞男
- 梅津美治郎 : 山田長正
- 広田弘毅 : 清水将夫
- 清瀬一郎 : 佐々木孝丸
- 林弁護人 : 沼田曜一
- 島津弁護人 : 江川宇礼雄
- 東條かつ子 : 高杉早苗
- 東条満喜枝（次女）:  栗山みどり
- 近衛文隆 : 和田桂之助
- 廣田静子 : 徳大寺君枝
- 広田令嬢姉 : 宮田文子
- 岡田満大尉 : 天知茂
- 島田清小尉 : 丹波哲郎
- 大川周明 : 北沢彪
- ダグラス・マッカーサー : アンドリュー・ヒューズ    (Ａ・Ｈ・ヒューズ)
- ジョナサン・M・ウェインライト  :  オスマン・ユセフ
- パウル・クラウス少佐  : ゲイリー・ケネス・リッチー
- 翻訳者 :  あすかみのる
- 東条家の護衛畠山  :  鮎川浩
- 神風特攻隊基地司令飛行長 :  若杉英二
- 特攻隊山田中尉 :  小高まさる
- ジョセフ・B・アレクサンダー中佐 : チャールズ・ハロック
- ウィリアム・ウェブ (オーストラリア) :  ウィリアム・アブラハム・ヒューズ  (W・H・ヒューズ)
- 梅汝煥 (中華民国（国民政府）) : パン・ヘンリー
- イワン・ミキエビッチ・ザリアノフ (ソビエト連邦) : サベル・ジャミール
- ラダ・ビノード・パール (インド) : サンジェイ・マンモハン・ベリー  (S・M・ベリー)
- エリマ・ハーベー・ノースクロフト (ニュージーランド) : サミュエル・パウエル
- アンリ・バーナード  (フランス) :  マイケル・ジロー
- ベルト・レーリンク教授 (オランダ)  :  クラース・ヤン・ラホルスト
- ウィリアム・ドナルド・パトリック (イギリス)  :  ウィリアム・スタンフォード
- ジョン・P・ヒギンズ  (アメリカ) :  エヴァン・カニンガム
- ミーロン・C・クラマー  (アメリカ) :  ルイス・キャンベル
- ジョセフ・B・キーナン : エド・Ｐ・マクダモット
- アラン・マンスフィールド : ティモシー・ジョンストン
- ヘンリー・ノラン : ショーン・フレイザー
- 向哲濬 : 孫淳
- W・G・フレデリック・ボーガーホフ・マルダー : ウィル・カレンカンプ
- ロナルド・ヘンリー・キリアム : ジェレミア・メイヤー
- ペドロ・ロペス : ジェイデン・ダリン・アブドゥル・バイロシス
- アーサー・コミンズ・カー : ジェフリー・フランク
- セルゲイ・アレクサンドロヴィッチ・ゴルンスキー : グバノフ・ヴィアチェスラフ
- ベン・ブルース・ブレイクニー : フリン・カールソン
- ボナー・フェラーズ : ビリー・ローソン
- 溥儀 : 陳恒
- 米軍兵士 : エンベル・アルテンバイ, ジャック・アルテンバイ, フランキー・ダロ, ディック・クロケット, ロバート・ホイ
- アーサー・パーシバル : ジェームズ・Ｐ・Ａ・ロビンス
- イギリス陸軍将校 : ロナルド・ハインズ, ロドニー・ディアク, ビクター・マダーン
- ナレーター : 岡田英次